# Chicago Great Western Railway
La Chicago Great Western Railway (marchio CGW) era una ferrovia che collegava Chicago, Minneapolis, Omaha e Kansas City. Fu fondata da Alpheus Beede Stickney nel 1885 come linea regionale tra Saint Paul e il confine con l'Iowa con il nome di Minnesota and Northwestern Railroad. Attraverso fusioni e nuove costruzioni, la ferrovia, chiamata Chicago Great Western dopo il 1892, divenne rapidamente una società multistatale. Una delle ultime ferrovie di classe I da costruire, ha gareggiato con altre ferrovie più affermate nello stesso territorio e ha sviluppato una cultura aziendale di innovazione ed efficienza per sopravvivere.
Soprannominata Corn Belt Route a causa della sua area operativa negli Stati Uniti medio-occidentali, la ferrovia era talvolta chiamata Lucky Strike Road, a causa della somiglianza nel design tra l'araldo della CGW e il logo utilizzato per le sigarette Lucky Strike.
Nel 1968 si fuse con la Chicago and North Western Railway (CNW), che abbandonò la maggior parte del tracciato della CGW.

## Storia della Chicago Great Western

### Ferrovie del predecessore
Nel 1835, la ferrovia Chicago, St. Charles & Mississippi Airline fu istituita con l'intento di costruire una ferrovia a ovest di Chicago. La ferrovia non iniziò mai la costruzione, e i suoi diritti di costruzione furono trasferiti nel 1854 ad una nuova società, la Minnesota & North Western (M&NW), che alla fine iniziò la costruzione nel 1884 di una linea a sud da Saint Paul, Minnesota a Dubuque, Iowa. Nel 1887, la Chicago, St. Paul & Kansas City Railroad acquisì la M&NW e, alla fine del decennio, sotto la guida di A. B. Stickney, un uomo d'affari di Saint Paul, aveva costruito rotte verso ovest fino a Omaha, Nebraska, a sud a St. Joseph, Missouri, e ad est a Chicago, Illinois, attraverso il Winston Tunnel vicino a Dubuque.  In 1892, the railroad was reorganized as the Chicago Great Western.

### All'inizio del XX secolo
Nel 1907, il panico del 1907 spinse Stickney a perdere il controllo della ferrovia, e la proprietà passò al finanziatore J. P. Morgan. Nel 1910, la CGW introdusse quattro automotrici automotore McKeen Motor Car Company, il suo primo materiale rotabile alimentato da motori a combustione interna. Nello stesso anno, la ferrovia acquistò anche dieci grandi 2-6-6-2 dalla Baldwin Locomotive Works. Due anni più tardi, la ferrovia acquisì un'automobile sperimentale alimentata a batteria dalla Federal Storage Battery Car Company. Nel 1916, la ferrovia cominciò a standardizzare sulle locomotive a vapore 2-8-2, che servirono fino al 1920. Negli anni 1920, quando la proprietà passò di nuovo alla Bremo Corporation, un gruppo di investitori guidati da Patrick Joyce, un dirigente della Standard Steel Car Company, la ferrovia ampliò l'uso di veicoli semoventi. Alla fine del decennio, 36 locomotive a vapore 2-10-4 furono acquistate da Baldwin e dalla Lima Locomotive Works.

### Metà del XX secolo
Durante la grande depressione, la ferrovia ha tagliato le operazioni chiudendo le strutture e abbandonando il tracciato. Ha acquistato la sua prima locomotiva diesel-elettrica, un commutatore da 800 cavalli (600 kW) dalla Westinghouse, nel 1934. Nel 1935, la CGW iniziò le operazioni di prova del rimorchio sui treni di carrozze, che furono ampliati l'anno seguente in servizio regolare, inizialmente tra Chicago e Saint Paul, ma rapidamente espandendosi attraverso il sistema nel 1940. Nel 1941 fu riorganizzata in bancarotta e alla fine del decennio un gruppo di investitori, organizzato come Kansas City Group, acquistò la CGW. Nel 1946, un gruppo di locomotive diesel EMD F3 di dimostrazione operò sulla CGW, spingendo immediatamente l'azienda ad acquistare un'ampia varietà di diesel, e nel 1950 la ferrovia si era completamente convertita in energia motrice diesel. Nel 1949, William N. Deramus III assunse la presidenza e iniziò un programma di ricostruzione delle infrastrutture e di aumento dell'efficienza, sia consolidando operazioni come dispacciamento e contabilità e allungando i treni. Nel 1957 Deramus lasciò la società e Edward Reidy assunse la presidenza.

### Fusione
Già nel 1946, la prima proposta fu avanzata per fondere la Great Western con altre ferrovie, questa volta con la Chicago and Eastern Illinois Railroad e la Missouri-Kansas-Texas Railroad. Dopo il fallimento di una successiva opportunità di fusione con la Soo Line Railroad nel 1963, il consiglio di amministrazione della Great Western divenne sempre più ansioso per la sua continua redditività in un mercato ferroviario consolidato. Testimoniando davanti all'Interstate Commerce Commission a Chicago, il presidente Reidy ha affermato: "il semplice fatto è che ci sono troppi trasporti disponibili tra le principali città che serviamo: la Great Western non può sopravvivere a lungo come vettore indipendente in queste condizioni". Nel 1965, la ferrovia terminò le operazioni per i passeggeri.
La CGW, quindi, fu aperta a una fusione con la Chicago and North Western Railway (CNW), proposta per la prima volta nel 1964. Dopo un periodo di 4 anni di opposizione da parte di altre ferrovie concorrenti, il 1º luglio 1968, la Chicago Great Western si fuse con la Chicago and North Western. Al momento della fusione, la CGW gestiva un sistema di 1.411 miglia (2.271 km), sul quale trasportò 2.452 milioni di tonnellate di merci nel 1967, in gran parte prodotti alimentari e agricoli, legname e prodotti chimici, per 28,7 di dollari milioni di entrate. Assumendo il controllo della CGW, la CNW abbandonò rapidamente la maggior parte del precedente tracciato della CGW.